# Lukasine
Lukasine – zlikwidowana wąskotorowa stacja kolejowa w Raciborzu, w dzielnicy Brzezie, na linii Gliwice – Racibórz.

## Historia
Stacja została otwarta 17 maja 1903 roku, wraz z oddaniem do użytku odcinka z Markowic do Płoni. Swoją nazwę wzięła od okolicy, zwanej Lukasyną (niem. Lukasine), obecnie częściej określaną jako Dębicz. 

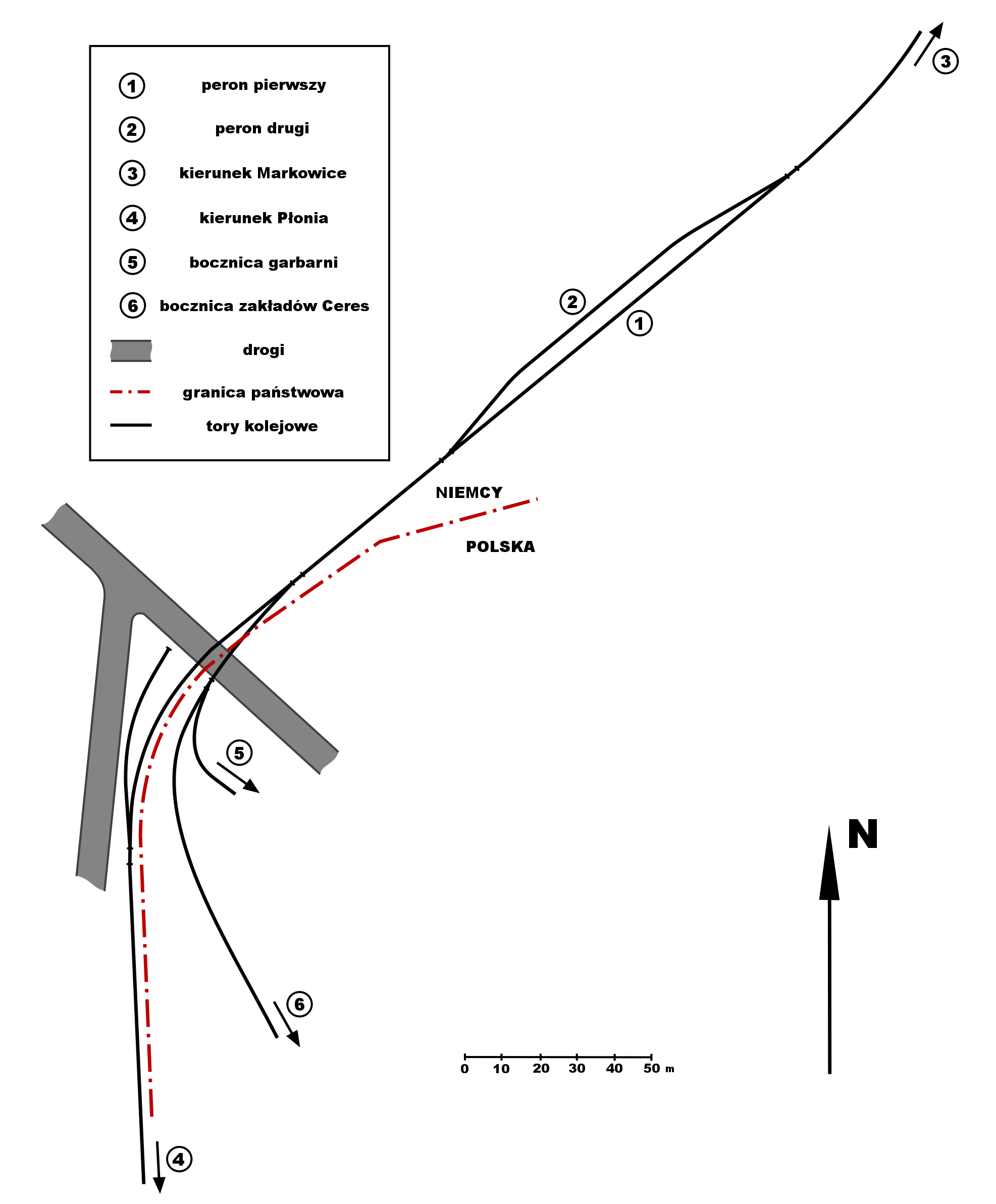
Schemat stacji w 1937 roku

Schemat stacji praktycznie nie różni się od mijanki. Odchodziły od niej także bocznice, do garbarni oraz do Zakładów Chemicznych Ceres (obecnie Ema-Brzezie). Od 25 maja 1939 roku, kiedy wyłączono z użytku odcinek łączący ją ze stacją Ratibor Plania, była stacją końcową linii kolejowej z Gliwic. W latach 1922–39 stacja mieściła się tuż przy granicy polsko-niemieckiej, a w pobliżu znajdowało się przejście graniczne.
W 1945 roku po wkroczeniu na teren Niemiec oddziałów radzieckich rozebrano odcinek sieci trakcyjnej od Lukasyny do stacji Paproć i stacja przestała istnieć. Śladem dawnej linii wąskotorowej na odcinku z Markowic do Lukasyny 21 maja 1948 roku oddano do użytku linię normalnotorową, która połączyła stację w Markowicach ze stacją Brzezie nad Odrą. W miejsce stacji Lukasine powstał przystanek Brzezie Dębicz.